# Gierasim Owsianik
Gierasim Siergiejewicz Owsianik (ros. Герасим Сергеевич Овсяник, ur. 1887 w powiecie starodubowskim w guberni czernihowskiej, zm. 25 lutego 1920 w Smoleńsku) – rosyjski rewolucjonista, działacz komunistyczny.

## Życiorys
Uczył się w szkole chemiczno-technologicznej w Saratowie, później pracował na Uralu i w Turkiestanie, w 1908 wstąpił do SDPRR(b). Do roku 1917 służył w rosyjskiej armii. W 1917 został przewodniczącym Rady Wiaziemskiej. Od maja 1917 przewodniczący Komitetu Miejskiego SDPRR(b) we Wiaźmie, w październiku 1917 przewodniczący Wiaziemskiego Komitetu Wojskowo-Rewolucyjnego, od grudnia 1917 do 5 marca 1918 przewodniczący Komitetu Wykonawczego Smoleńskiej Rady Gubernialnej. Od grudnia 1917 członek smoleńskiego gubernialnego Sownarchozu, od 1918 przewodniczący Komitetu Powiatowego RKP(b) we Wiaźmie, w latach 1919–1920 żołnierz Armii Czerwonej, uczestnik wojny domowej w Rosji, ranny. Zmarł na tyfus.
Jego imieniem nazwano ulicę w Wiaźmie.